# Circonscription autonomique de Huesca
Ne doit pas être confondu avec Circonscription électorale de Huesca.
La circonscription électorale de Huesca est l'une des trois circonscriptions électorales d'Aragon pour les élections aux Cortes d'Aragon.
Elle correspond géographiquement à la province de Huesca.

## Synthèse
| AP & alliés |       | 6  | 3  |    |    |    |    |    |    |    |    |    |  |  |
| CDS         |       |    | 2  |    |    |    |    |    |    |    |    |    |  |  |
| IU          |       |    | 1  | 1  | 1  |    |    |    | 1  |    |    |    |  |  |
| CHA         |       |    |    |    |    | 1  | 2  | 1  | 1  |    | 1  | 1  |  |  |
| PSOE        |       | 10 | 7  | 8  | 6  | 7  | 8  | 9  | 7  | 6  | 7  | 7  |  |  |
| PAR         |       | 2  | 5  | 5  | 4  | 3  | 2  | 2  | 2  | 2  | 1  |    |  |  |
| PP          |       |    |    | 4  | 7  | 7  | 6  | 6  | 7  | 5  | 4  | 8  |  |  |
| Podemos     |       |    |    |    |    |    |    |    |    | 4  | 1  |    |  |  |
| Cs          |       |    |    |    |    |    |    |    |    | 1  | 3  |    |  |  |
| Vox         |       |    |    |    |    |    |    |    |    |    | 1  | 2  |  |  |
|             |       |    |    |    |    |    |    |    |    |    |    |    |  |  |
| Total       | Total | 18 | 18 | 18 | 18 | 18 | 18 | 18 | 18 | 18 | 18 | 18 |  |  |

## Résultats détaillés

### 1983
| Parti     | Parti | Députés élus |
| --------- | ----- | --- |
| PSOE      |       | Santiago Marraco, Francisco Pina Cuenca, Carlos García Martínez, Francisco Beltrán Odri, Carlos Gómez Mur, Julián Castellor Morlans, Antonio Calvo Lasierra, Pedro González Domínguez, Eugenio Benedicto Gracia, Félix Alfredo Peralta Viñuales |
| AP-PDP-UL |       | Antonio Lacleta Pablo, José Antonio Ortiz Olalla, Arturo López Monter, Juan Manuel del Rey Díaz-Mayordomo, Joaquín Tejera Miró |
| PAR       |       | Francisco Seral Íñigo, José Luis Garcés Omella |
| PCE       |       | Sixto Agudo González |

La sentence de contentieux électoral n°197 de l'Audience territoriale de Saragosse en date du 22 juin 1983 annule les résultats définitifs arrêtés par la commission électorale provinciale et proclame élu le candidat du Parti communiste d'Espagne (PCE) en lieu et place du sixième candidat de la coalition AP-PDP-UL Luis Cenis Tefalla. Ce dernier perd donc, à cette date, son mandat.
- Carlos García (PSOE) est remplacé en juin 1983 par María Carmen Izquierda Cuesta.
- Juan del Rey (AP-PDP-UL) est remplacé en septembre 1983 par Luis Cenis Tafalla.
- Antonio Calvo (PSOE) est remplacé en septembre 1986 par José Gracia Nerín.

### 1987
| Parti  | Parti | Députés élus |
| ------ | ----- | --- |
| PSOE   |       | Francisco Pina Cuenca, Andrés Cuartero Moreno, Francisco Beltrán Odri, Félix Alfredo Peralta Viñuales, Eugenio Benedicto Gracia, José Luis Sánchez Sáez, Antonio Oto Abadía |
| PAR    |       | Juan Antonio Bolea Foradada, Luis Giménez Buesa, José María Morera Argerich, Miguel Ángel Usón Ezquerra, Manuel Irache Zapatero                                             |
| AP     |       | Ricardo Oliván Gracia, Carlos Ángel Til Mata, César Villalón |
| CDS    |       | Bernardo Baquedano García, Antonio Gómez Rodríguez |
| CAA-IU |       | Sixto Agudo González |

- Andrés Cuertero (PSOE) est remplacé en juin 1989 par Melchor Escudero Torres.
- César Villalón (AP) est remplacé en novembre 1989 par Antonio Torres Millera.
- Sixto Agudo (CAA-IU) est remplacé en février 1990 par José Antonio Martínez Val.

### 1991
| Parti  | Parti | Députés élus |
| ------ | ----- | --- |
| PSOE   |       | Marcelino Iglesias, Ángela Abós Ballarín, Antonio Oto Abadía, Francisco Pina Cuenca, José María Orús Zamora, María Begoña Sancho Antonio, Joaquín Ponsa Catalán, Melchor Escudero Torres |
| PAR    |       | Luis Acín Boned, Gonzalo Lapetra López, Aurelio Biarge López, José Lalana Serrano, Miguel Ángel Usón Ezquerra                                                                            |
| PP     |       | Antonio Lacleta Pablo, Ángel Pintado Barbanoj, Ángel María Muzas Rota, José Pedro Sierra Cebollero                                                                                       |
| CAA-IU |       | José Antonio Martínez Val |

- Joaquín Ponsa (PSOE) est remplacé en novembre 1992 par José María Becana Sanahuja.
- Antonio Oto (PSOE) est remplacé en septembre 1993 par José Ramón Laplana Buetas.

### 1995
| Parti | Parti | Députés élus |
| ----- | ----- | --- |
| PP    |       | Juan Antonio Foncillas Cequier, Ángel Pintado Barbanoj, Joaquín Sarvisé Marquina, José Pedro Sierra Cebollero, José Marión Osanz, Jesús Lasús Blanco, Ángel María Muzas Rota |
| PSOE  |       | Marcelino Iglesias, Francisco Pina Cuenca, Ángela Abós Ballarín, José Ramón Laplana Buetas, Rosa María Pons Serena, José María Becana Sanahuja                               |
| PAR   |       | María Trinidad Aulló Aldunate, Manuel Eugenio Rodríguez Chesa, Gonzalo Lapetra López, Miguel Ángel Usón Ezquerra                                                             |
| IU    |       | Miguel Ángel Fustero Aguirre |

- Juan Foncillas (PP) est remplacé en octobre 1995 par María Pilar Soler Valién.
- Ángel Pintado (PP) est remplacé en mars 1996 par Juan Antonio Bruned Laso.

### 1999
| Parti | Parti | Députés élus |
| ----- | ----- | --- |
| PSOE  |       | José María Becana Sanahuja, Rosa María Pons Serena, Francisco Pina Cuenca, José Ramón Laplana Buetas, María Pellicer Laso, Jesús Miguel Franco Sangil, María del Carmen Cáceres Valdivieso |
| PP    |       | Manuel Giménez Abad, Juan José Pérez Vicente, María Isabel Abril Laviña, José Pedro Sierra Cebollero, María Paz Alquézar Buil, José Marión Osanz, Juan Antonio Bruned Laso                 |
| PAR   |       | Monserrat Costa Villamayor, Miguel Ángel Usón Ezquerra, María Trinidad Aulló Aldunate |
| CHA   |       | Bizén Fuster Santaliestra |

- Manuel Giménez (PP) est remplacé en mai 2001 par Clara Sonia García Landa.

### 2003
| Parti | Parti | Députés élus |
| ----- | ----- | --- |
| PSOE  |       | José María Becana Sanahuja, Eva Almunia, Jesús Miguel Franco Sangil, José Ramón Laplana Buetas, Rosa María Pons Serena, Francisco Pina Cuenca, María Pellicer Laso, Manuel Lana Gombau |
| PP    |       | Antonio Torres Millera, Ana María Grande Oliva, José Pedro Sierra Cebollero, María Paz Alquézar Buil, Juan Antonio Bruned Laso, Eloy Suárez Lamata                                     |
| PAR   |       | Antonio Ruspira Morraja, Marta Usón Laguna |
| CHA   |       | Bizén Fuster Santaliestra, Salvador Ariste Latre |

- Eva Almunia (PSOE) est remplacée en juillet 2003 par Enrique Villarroya Saldaña.
- José María Becana (PSOE) est remplacé en mai 2004 par María Isabel de Pablo Melero.

### 2007
| Parti | Parti | Députés élus |
| ----- | ----- | --- |
| PSOE  |       | Eva Almunia, Jesús Miguel Franco Sangil, Francisco Pina Cuenca, José Ramón Laplana Buetas, Rosa María Pons Serena, María Pellicer Laso, Manuel Lana Gombau, María Isabel de Pablo Melero, Enrique Villarroya Saldaña |
| PP    |       | Antonio Torres Millera, Ana María Grande Oliva, Eloy Suárez Lamata, José Luis Moret Ramírez, Carmen María Susín Gabarre, Joaquín Paricio Casado                                                                      |
| PAR   |       | Arturo Aliaga, José Javier Callau Puente |
| CHA   |       | Bizén Fuster Santaliestra |

- Rosa Pons (PSOE) est remplacée en juillet 2007 par Montserrat Villagrasa Alcántara.
- Eva Almunia (PSOE) est remplacée en avril 2008 par Fernando Heras Laderas.

### 2011
| Parti | Parti | Députés élus |
| ----- | ----- | --- |
| PP    |       | Antonio Torres Millera, Roberto Bermúdez de Castro, Carmen María Susín Gabarre, María José Ferrando Lafuente, José Luis Moret Ramírez, Ricardo Francisco Oliván Bellosta, Ángel Ramón Solana Sorribas |
| PSOE  |       | Marcelino Iglesias, María Victoria Broto Cosculluela, Jesús Miguel Franco Sangil, Miguel Gracia Ferrer, Lorena Canales Miralles, José Ramón Laplana Buetas, María Isabel de Pablo Melero              |
| PAR   |       | Arturo Aliaga López, Antonio Ruspira Morraja |
| CHA   |       | Joaquín Antonio Palacín Eltoro |
| IU    |       | Miguel Aso Soláns |

- Marcelino Iglesias (PSOE) est remplacé en juillet 2011 par Elisa Sancho Rodellar.
- Miguel Gracia (PSOE) est remplacé en juillet 2011 par Francisco Pina Cuenca.
- José Luis Moret (PP) est remplacé en septembre 2011 par Fernando González Celaya.

### 2015
| Parti      | Parti | Députés élus |
| ---------- | ----- | --- |
| PSOE       |       | Antonio José Cosculluela Bergua, Olvido Moratinos Gracia, Fernando Sabés Turmo, Margarita Périz Peralta, Alfredo Sancho Guardia, Begoña Nasarre |
| PP         |       | Antonio Torres Millera, Roberto Bermúdez de Castro, Carmen María Susín Gabarre, Ricardo Francisco Oliván Bellosta, María José Ferrando Lafuente |
| Podemos    |       | Marta de Santos Loriente, Andoni Corrales Palacio, Erika Sanz Méliz, Alfonso Clavería Ibáñez                                                    |
| PAR        |       | Lucía Guillén Campo, Jesús Guerrero de la Fuente                                                                                                |
| Ciudadanos |       | Jesús Esteban Sansó Olmos |

- Begoña Nasarre (PSOE) est remplacée en janvier 2016 par Enrique Pueyo García.
- Roberto Bermúdez de Castro (PP) est remplacé en décembre 2016 par Fernando González Celaya.
- Antonio Torres (PP), mort en fonction, est remplacé en février 2019 par Ángel Ramón Solana Sorribas.

### 2019
| Parti      | Parti | Députés élus |
| ---------- | ----- | --- |
| PSOE       |       | Fernando Sabés Turmo, Olvido Moratinos Gracia, Miguel Gracia Ferrer, Lorena Canales Miralles, Alfredo Sancho Guardia, María del Mar Rodrigo Pla, Enrique Pueyo García |
| PP         |       | José Antonio Lagüens Martín, Carmen María Susín Gabarre, Antonio Ignacio Romero Santolaria, María Pilar Gayán Sanz                                                    |
| Ciudadanos |       | Jara Bernués Oliván, Beatriz Acín Franco, Carlos Ortas Martín |
| Podemos    |       | Erika Sanz Méliz |
| CHA        |       | Joaquín Antonio Palacín Eltoro |
| Vox        |       | David Arranz Ballesteros |
| PAR        |       | Jesús Guerrero de la Fuente |

- Alfredo Sancho (PSOE), élu au Congrès des députés, est remplacé en décembre 2019 par Álvaro Burrell Bustos.
- Erika Sanz (Podemos) est remplacée en septembre 2021 par Marta de Santos Loriente.

### 2023
| Parti | Parti | Députés élus |
| ----- | ----- | --- |
| PP    |       | Ana Alós, Gerardo Oliván Bellosta, Isaac Claver Ortigosa, María Blanca Puyuelo del Val, José María Giménez Macarulla, Carmen María Susín Gabarre, Antonio Ignacio Romero Santolaria, José Pedro Sierra Cebollero |
| PSOE  |       | Fernando Sabés Turmo, Elisa Sancho Rodellar, Iván Carpi Domper, Lorena Canales Miralles, Marcelino Iglesias Cuartero, María del Mar Rodrigo Pla, Álvaro Burrell Bustos                                           |
| Vox   |       | David Arranz Ballesteros, Fermín Civiac Llop |
| CHA   |       | Joaquín Antonio Palacín Eltoro |

- Isaac Claver (PP) ne siège pas. Il est remplacé dès l'ouverture de la législature par Ester Artieda Puyal.
- Ana Alós (PP) est remplacée le 8 septembre 2023 par José Antonio Lagüens Martín.